# Sønder Bjerge Sogn
Sønder Bjerge Sogn 
ist eine Kirchspielsgemeinde (dän.: Sogn)
auf der Insel Sjælland im südlichen Dänemark.
Bis 1970 gehörte sie zur Harde Vester Flakkebjerg Herred im damaligen Sorø Amt, danach zur Skælskør Kommune im Vestsjællands Amt, die im Zuge der  Kommunalreform zum 1. Januar 2007 in der Slagelse Kommune in der Region Sjælland aufgegangen ist.
Im Kirchspiel leben 337 Einwohner (Stand: 1. Januar 2023).
Im Kirchspiel liegt die Kirche „Sønder Bjerge Kirke“.
Nachbargemeinden sind im Nordosten Hyllested Sogn, im Osten Venslev Sogn, im Südosten Holsteinborg Sogn, im Süden Ørslev Sogn, im Westen Tjæreby Sogn und im Nordwesten Høve Sogn.